# Belicenochrus
Genre
Belicenochrus est un genre de schizomides de la famille des Hubbardiidae.

## Distribution
Les espèces de ce genre sont endémiques du Belize.

## Liste des espèces
Selon Schizomids of the World (version 1.0) :
- Belicenochrus peckorum Armas & Víquez, 2010
- Belicenochrus pentalatus Armas & Víquez, 2010

## Publication originale
- Armas & Víquez, 2010 : Nuevos Hubbardiidae (Arachnida:Schizomida) de América Central. Boletin de la Sociedad Entomológica Aragonesa, vol. 46, p. 9-21 (texte intégral).